# Cock Steenbergen
Cock Steenbergen (Rotterdam, 13 december 1944) is een Nederlands crimineel.
Begin jaren 70 begon Steenbergen, portier van een nachtclub, hasj te smokkelen voor onder anderen Klaas Bruinsma. Samen met zijn partner-in-crime Barney Sanders ging Steenbergen al snel voor eigen rekening werken. Met succes. In zijn woonplaats Schiedam werd hij suikeroom van een voetbalclub die in de volksmond FC Hasj heette.
Jarenlang maakte de politie vergeefs jacht op Cock en zijn omvangrijke bende. In 1995 moest het 'Bever-onderzoek' naar hem worden gestaakt, omdat de politie via een burgerinfiltrant 20.000 kilo hasj had doorgelaten. In het kader van een nieuw onderzoek werden 175.000 telefoongesprekken tussen de bendeleden afgeluisterd en 12 agenten als infiltrant ingezet, onder wie Duitse en Engelse collega's.
Steenbergen waande zich onaantastbaar. In de zomer van 2000 verkondigde hij luidkeels op het terras van een strandtent dat er weer een container hasj zat aan te komen.
In het bedrijfsrestaurant op de derde verdieping van het bedrijf van de bekende Rotterdamse Mercedes-dealer John van Dijk besprak Steenbergen bijna dagelijks de voortgang van zijn drugstransporten. De hasj kwam onder meer uit Pakistan, Hongkong en Marokko, land van herkomst van zijn tweede, veel jongere vrouw. Haar broer verleende daar hand-en-spandiensten. Steenbergen deed ook zaken met de Surinaamse ex-legerleider en drugsbaron Desi Bouterse.
Op 5 december 2000 werd de stevige deur van zijn woning in Schiedam met explosieven opengeblazen.
Officier van justitie Mos eiste 10 jaar celstraf en een boete van 450.000 euro. Volgens hem was Steenbergen 'de president-directeur aan de top van een drugsimperium.' Het bedrijfsrestaurant van John van Dijk was in de ogen van Mos het hoofdkwartier van criminele organisaties.
Het vonnis tegen Steenbergen luidde: 10 jaar en een boete van 225.000 euro. Tien medeverdachten, onder wie Cockie Jr., kregen eveneens stevige straffen.